# 池澤樹
池澤 樹（いけざわ たつき、1981年6月5日 - ）は、日本のアートディレクター。クリエイティブディレクター。グラフィックデザイナー。アーティスト。
武蔵野美術大学特別講師、宣伝会議アートディレクター養成講座講師。東京アートディレクターズクラブ会員、日本グラフィックデザイナー協会会員。株式会社STUDEO代表取締役。
主に広告・パッケージデザインのアートディレクションで活躍。広告、CMからパッケージデザインやロゴデザインまで幅広く、ブランド戦略をアートディレクション起点で、コンセプト構築・商品デザインからコミュニケーションの設計までを一気通貫した世界観で手がける。

## 来歴
東京都出身。東京都立町田高等学校卒業。
2004年武蔵野美術大学造形学部デザイン情報学科を卒業。株式会社東急エージェンシーや博報堂を経て、2020年4月クリエイティブスタジオSTUDEO設立。

## 主な受賞歴
- 東京ADC賞

［2013年：サントリー白州、2016年：トヨタG's、2017年：トヨタ86、2018年：トヨタGR］
- JAGDA 新人賞
- カンヌ国際広告祭 金賞
- 朝日広告賞
- 毎日広告デザイン賞
- One Show 金賞
- ADFEST グランプリ
- SPIKES ASIA 金賞
- ニューヨーク ADC賞 銀賞
- 日本パッケージデザイン大賞 銀賞
- ベストデビュタント オブザイヤー賞

## 主な仕事

### 広告
- トヨタ「GR」「86」「G's」「GR COROLLA」「GR86 THE FR」「GAZOO RACING 24 HOURS OF LE MANS 100 YEARS」
- サントリー「白州」「六 ROKU」「黒烏龍茶」「伊右衛門プラス」
- ロッテ「SWEETS DAYS 乳酸菌ショコラ」
- クラシエ「ナイーブ」「muo」「creer」
- テレビ朝日  「FIBA BASKETBALL WORLD CUP」

### パッケージ・プロダクトデザイン
- クラシエ「ナイーブ」「muo」「creer」

### 装丁・ブックデザイン
- SHOEI パンフレットデザイン
- PIE 「広告の中の図説デザイン」 装丁
- 西山芳一写真集「AMAZING CONSTRUCTION ZONE」装丁

### キャラクターデザイン
- 東急電鉄キャラクター「のるるん」
- 東急バスキャラクター「ノッテちゃん」

### CDデザイン
- AIアルバム「DREAM」ジャケット

### 空間展示
- Google「Google Play Music」

## 展覧会
- 2013年NHKハート展
- 2016年アミューズ主催"しろといろ"展
- 2018年ニューヨークhpgrp GALLERY "Beyond the craft"